# Lethrinus
Genre
Lethrinus est un genre de poissons de la famille des Lethrinidae. Les poissons de ce genre sont couramment appelés capitaine.

## Liste des espèces
Selon World Register of Marine Species (19 mai 2014) :
- Lethrinus amboinensis Bleeker, 1854
- Lethrinus atkinsoni Seale, 1910
- Lethrinus atlanticus Valenciennes, 1830
- Lethrinus borbonicus Valenciennes, 1830
- Lethrinus conchyliatus (Smith, 1959)
- Lethrinus crocineus Smith, 1959
- Lethrinus enigmaticus Smith, 1959
- Lethrinus erythracanthus Valenciennes, 1830
- Lethrinus erythropterus Valenciennes, 1830
- Lethrinus genivittatus Valenciennes, 1830
- Lethrinus grandoculis (Forsskal), 1775
- Lethrinus haematopterus Temminck & Schlegel, 1844
- Lethrinus harak (Forsskål, 1775) - Empereur Saint-Pierre
- Lethrinus laticaudis Alleyne & MacLeay, 1877
- Lethrinus lentjan (Lacepède, 1802)
- Lethrinus mahsena (Forsskål, 1775)
- Lethrinus microdon Valenciennes, 1830
- Lethrinus miniatus (Forster, 1801)
- Lethrinus nebulosus (Forsskål, 1775)
- Lethrinus obsoletus (Forsskål, 1775)
- Lethrinus olivaceus Valenciennes, 1830
- Lethrinus ornatus Valenciennes, 1830
- Lethrinus ravus Carpenter & Randall, 2003
- Lethrinus reticulatus Valenciennes, 1830
- Lethrinus rubrioperculatus Sato, 1978
- Lethrinus semicinctus Valenciennes, 1830
- Lethrinus variegatus Valenciennes, 1830
- Lethrinus xanthochilus Klunzinger, 1870

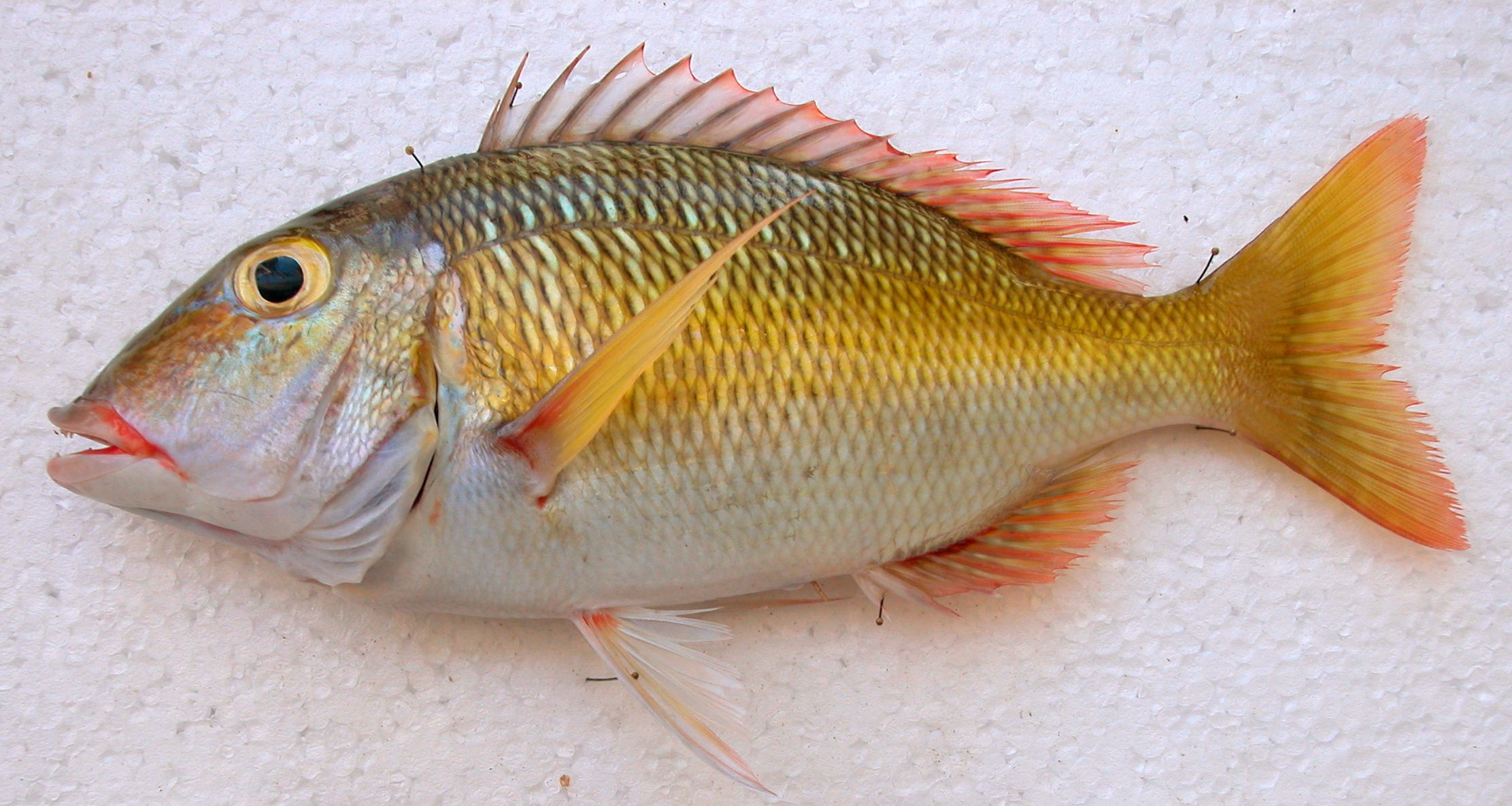
Lethrinus atkinsoni
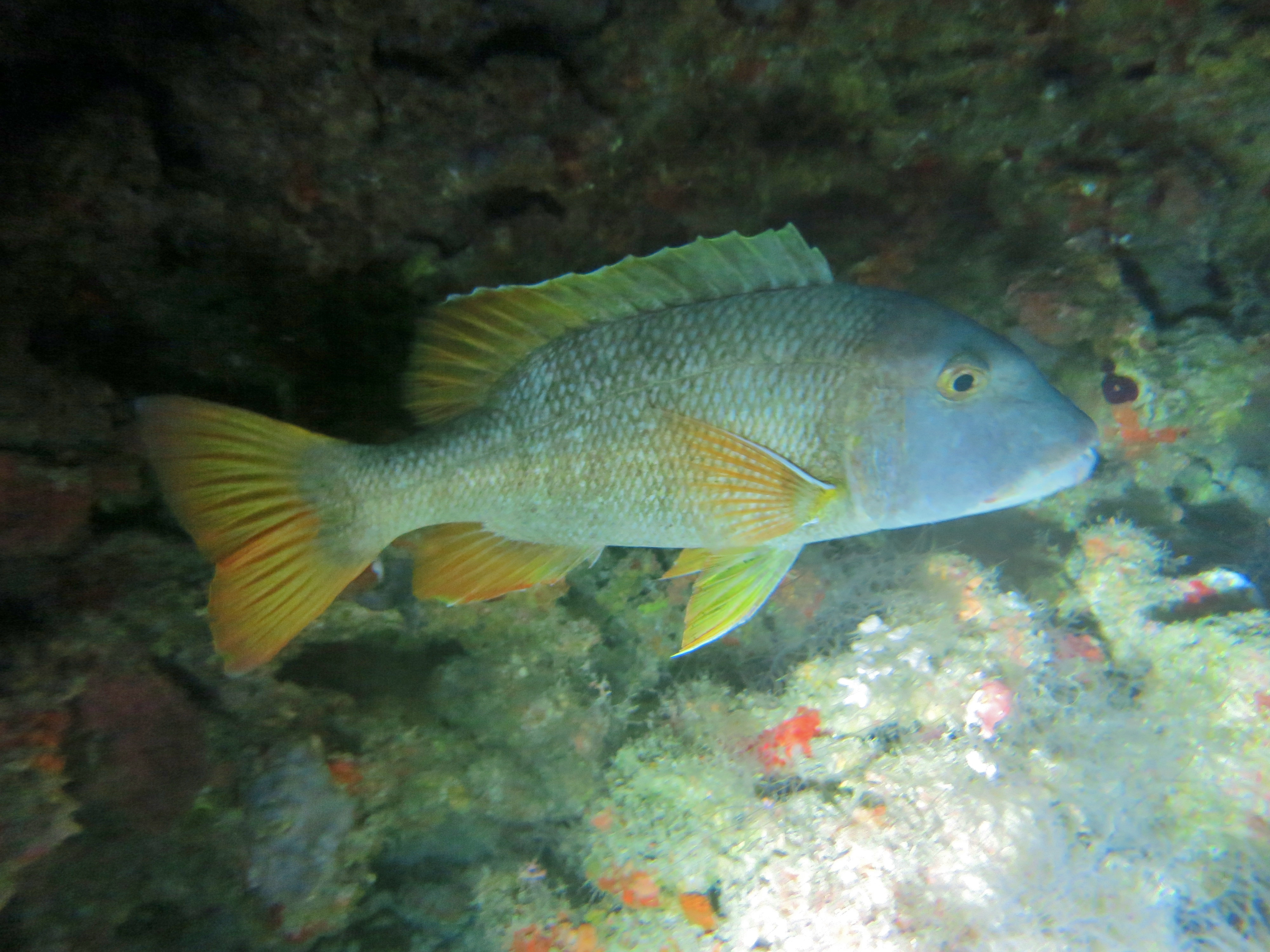
Lethrinus erythracanthus
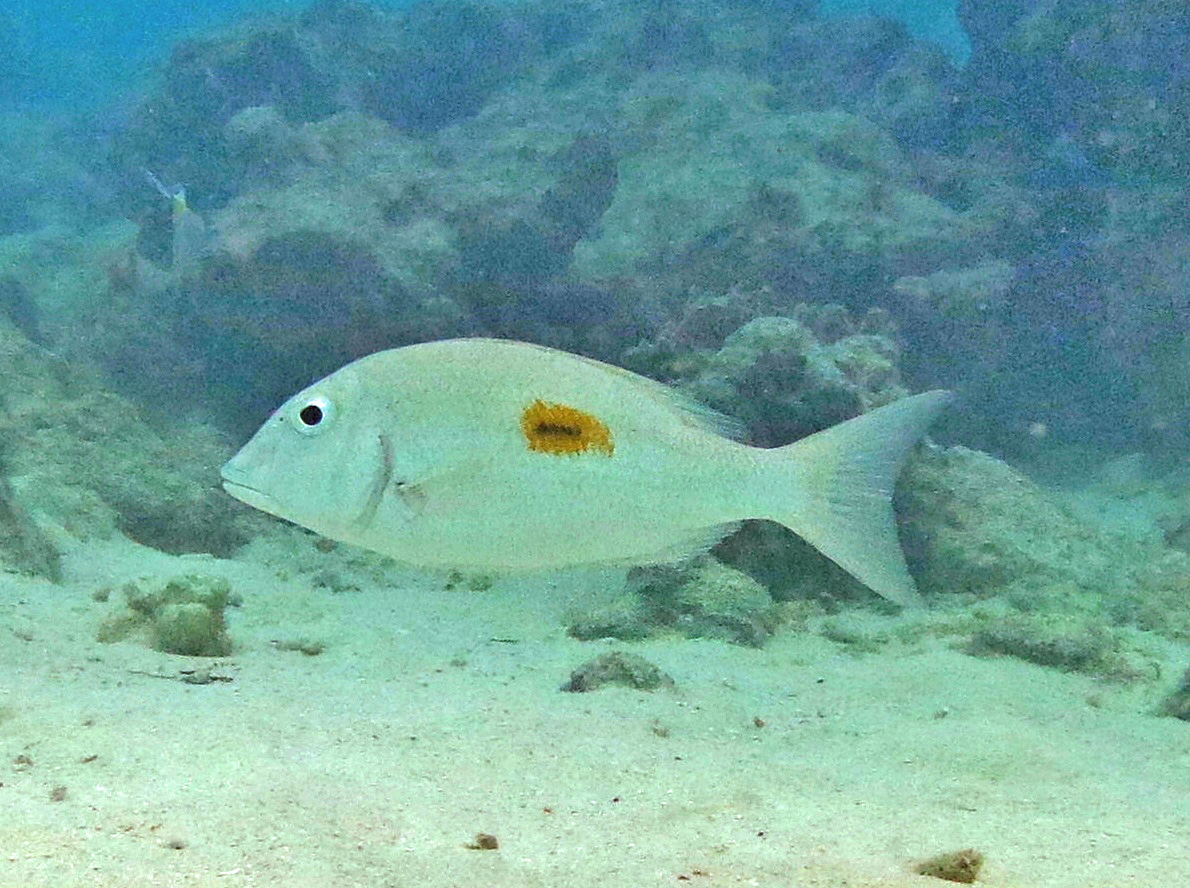
Lethrinus harak
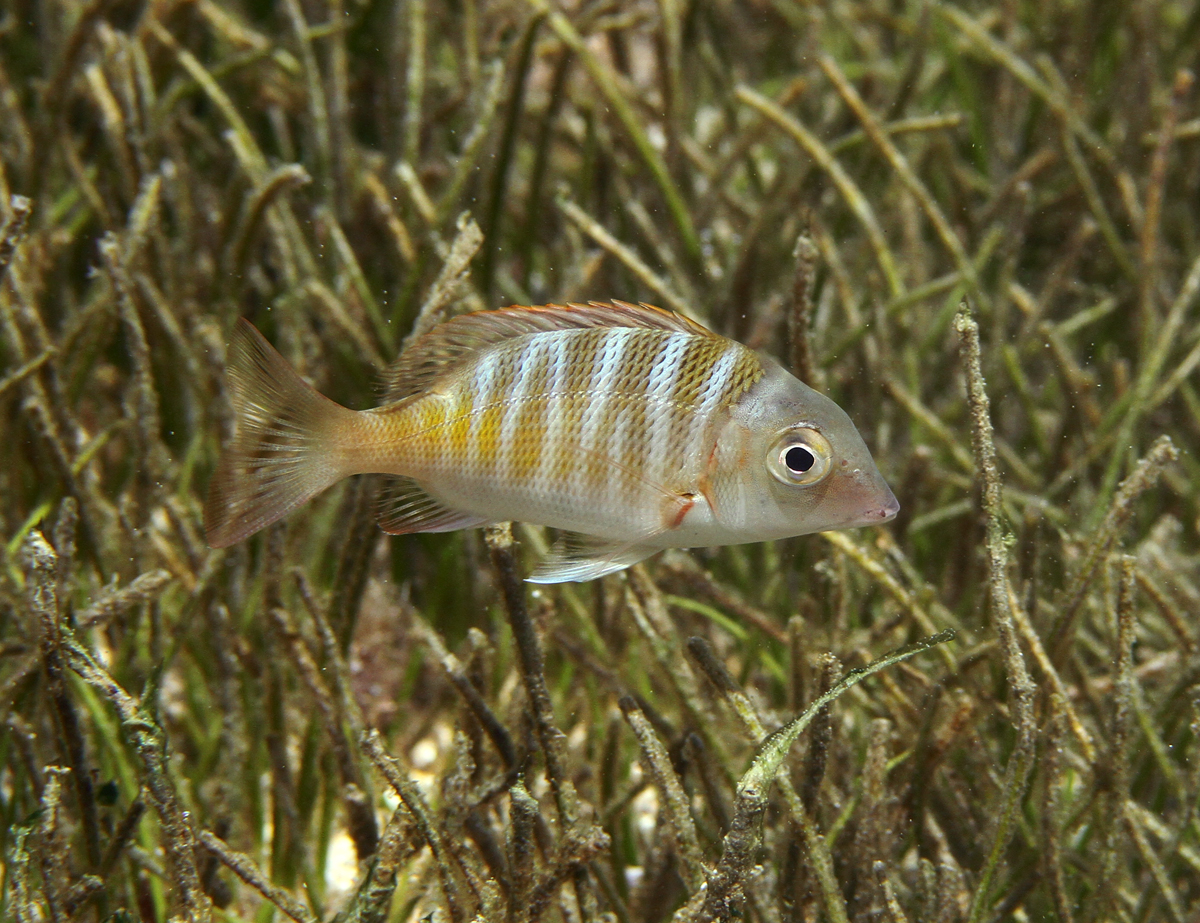
Lethrinus mahsena
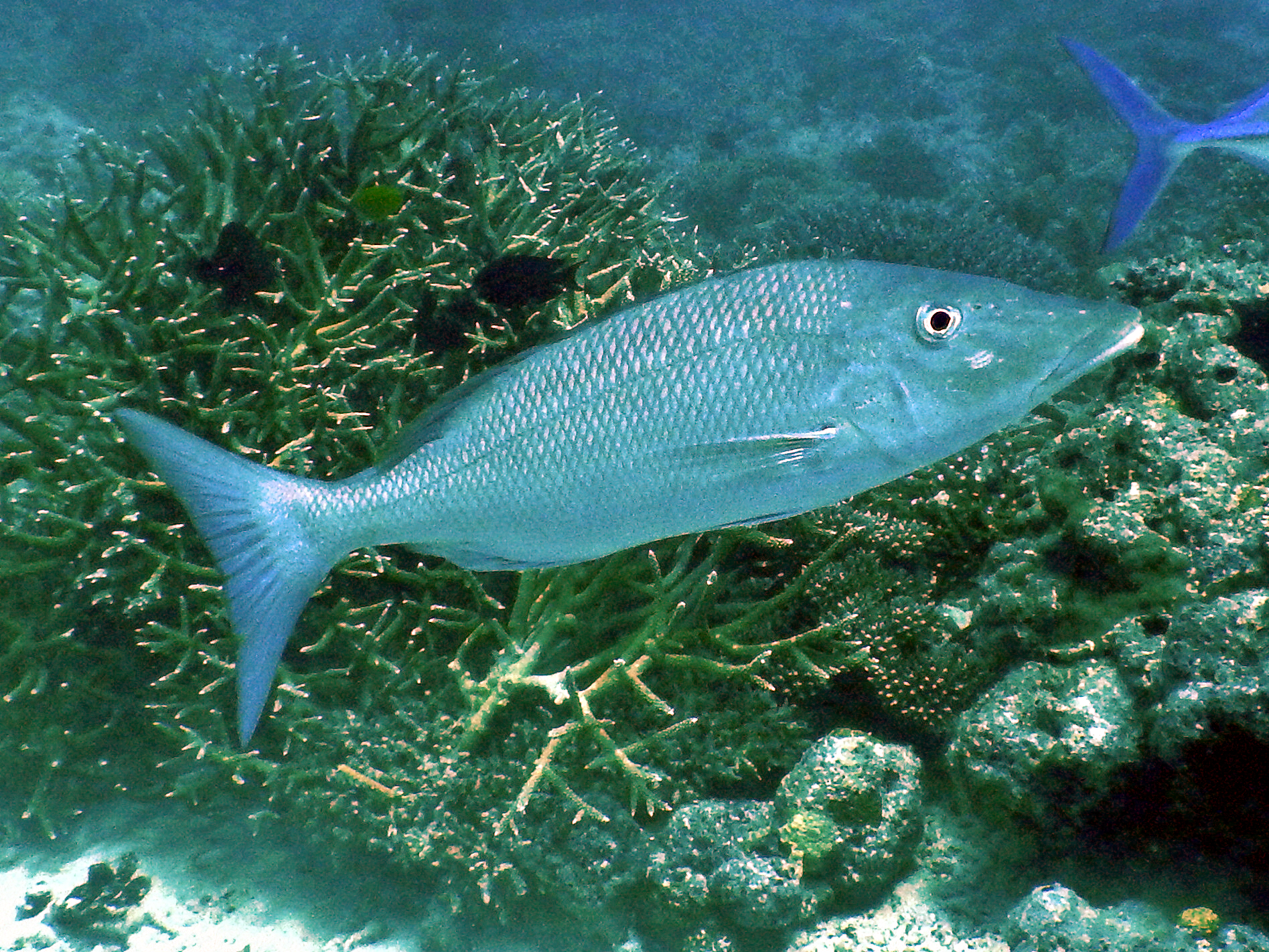
Lethrinus microdon
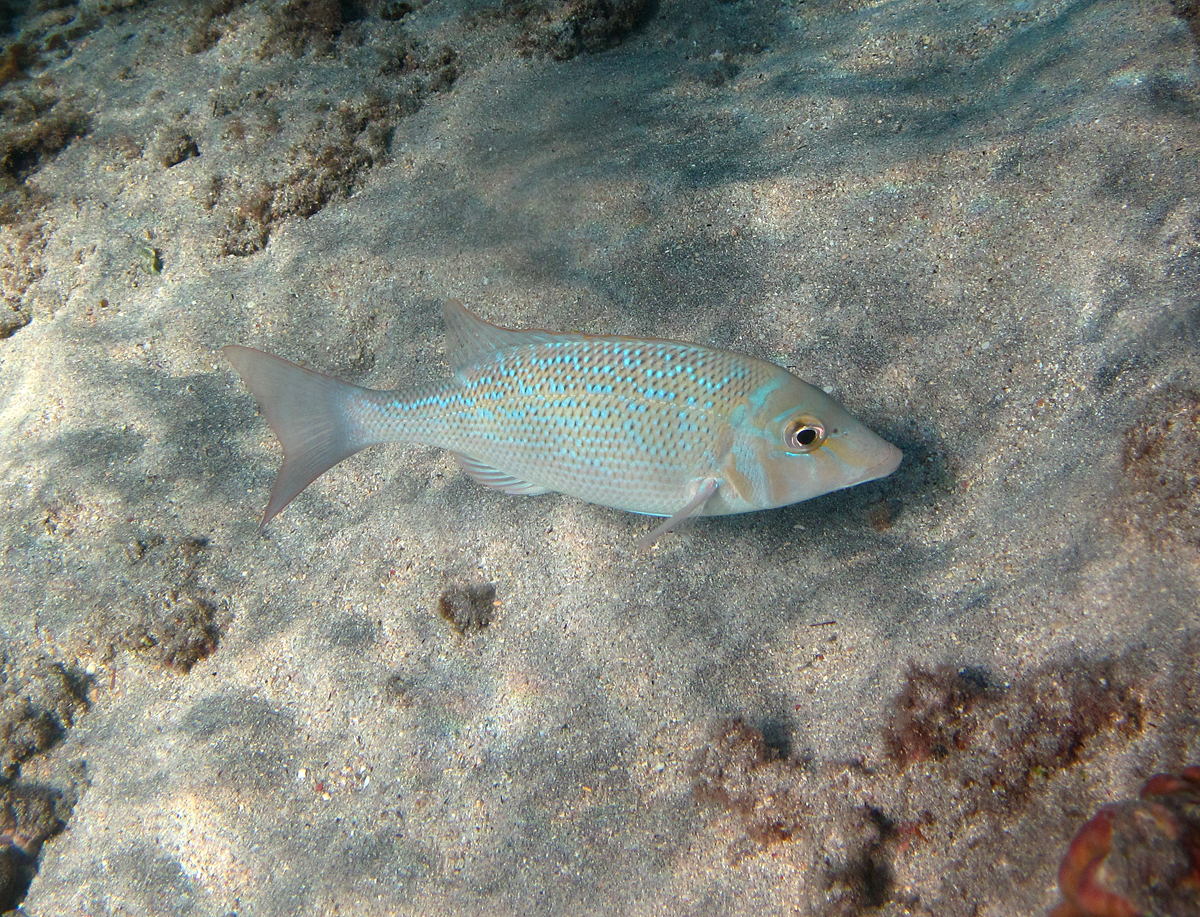
Lethrinus nebulosus
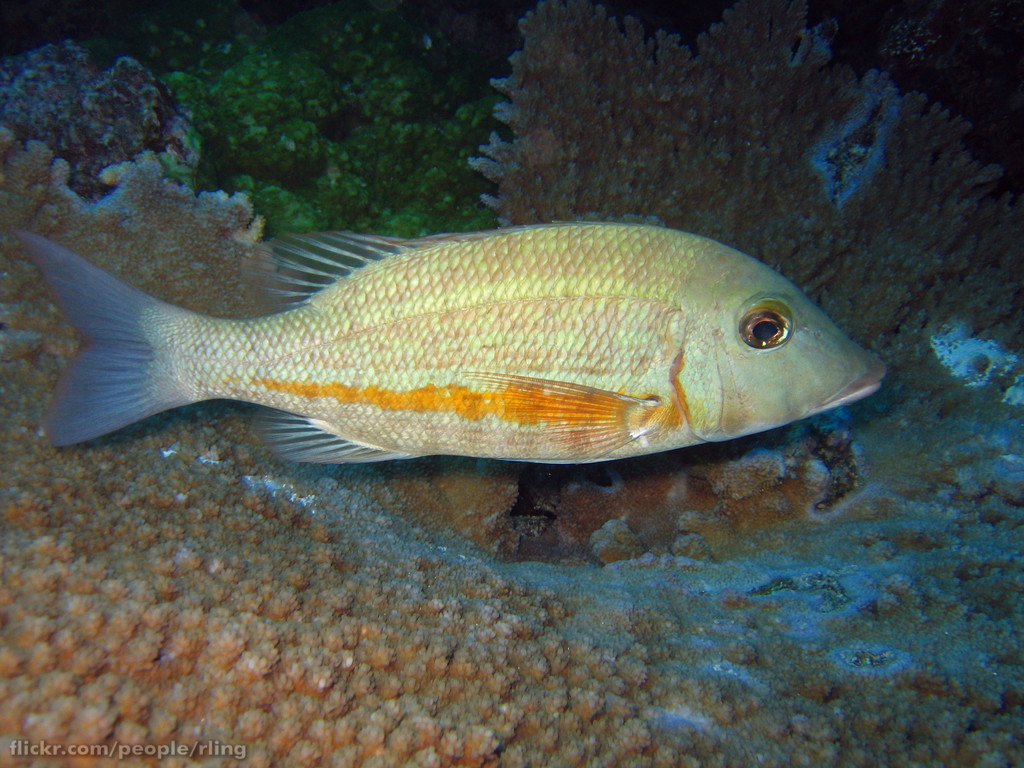
Lethrinus obsoletus
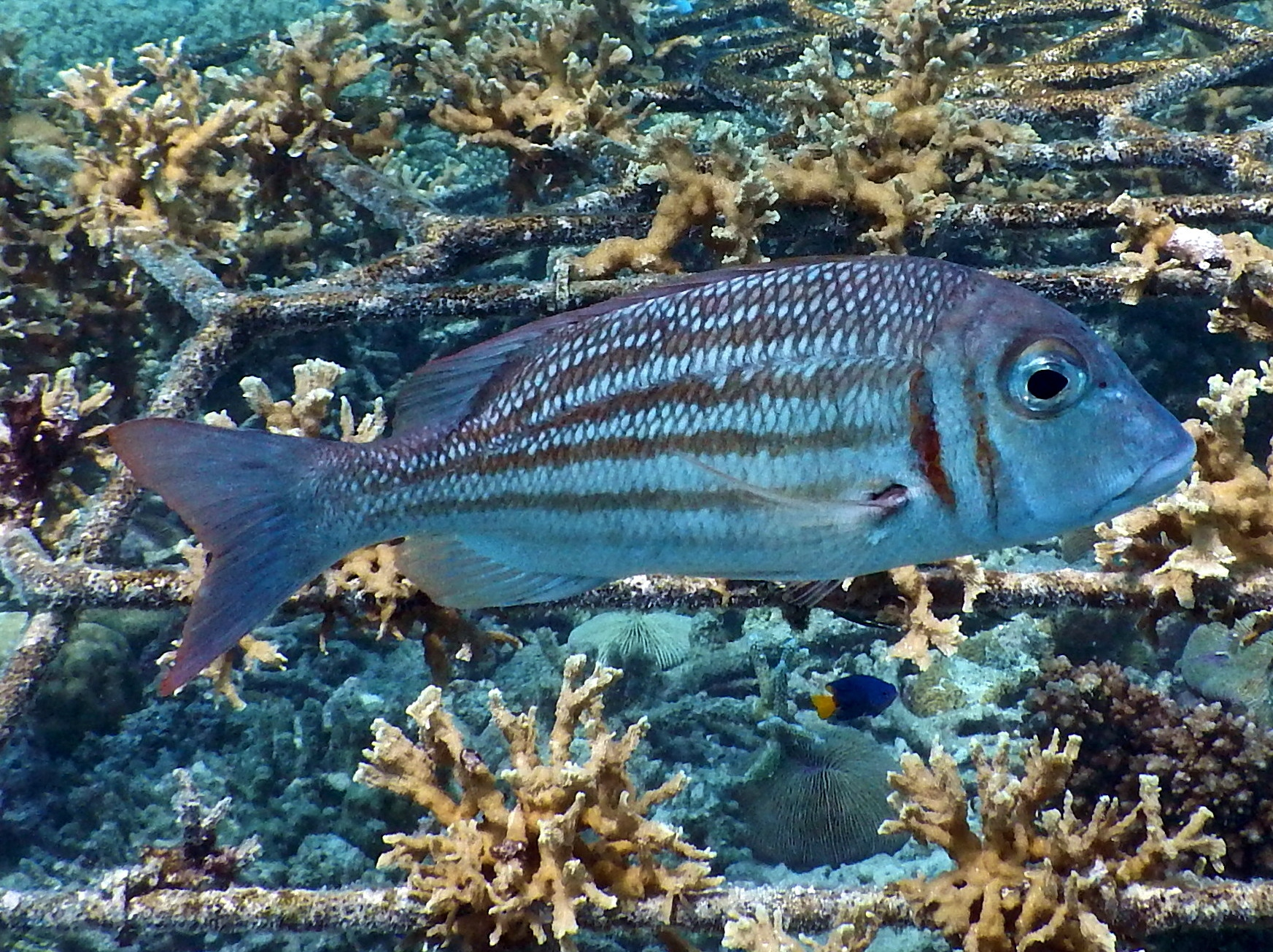
Lethrinus ornatus
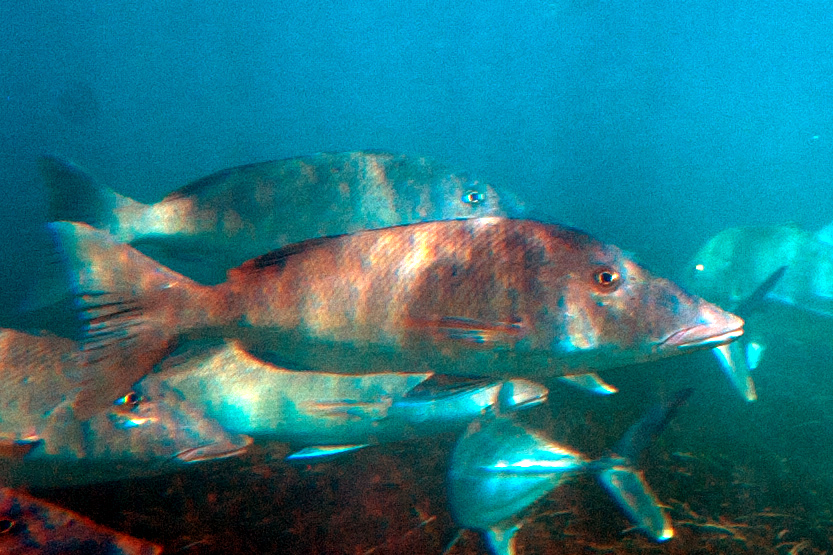
Lethrinus olivaceus
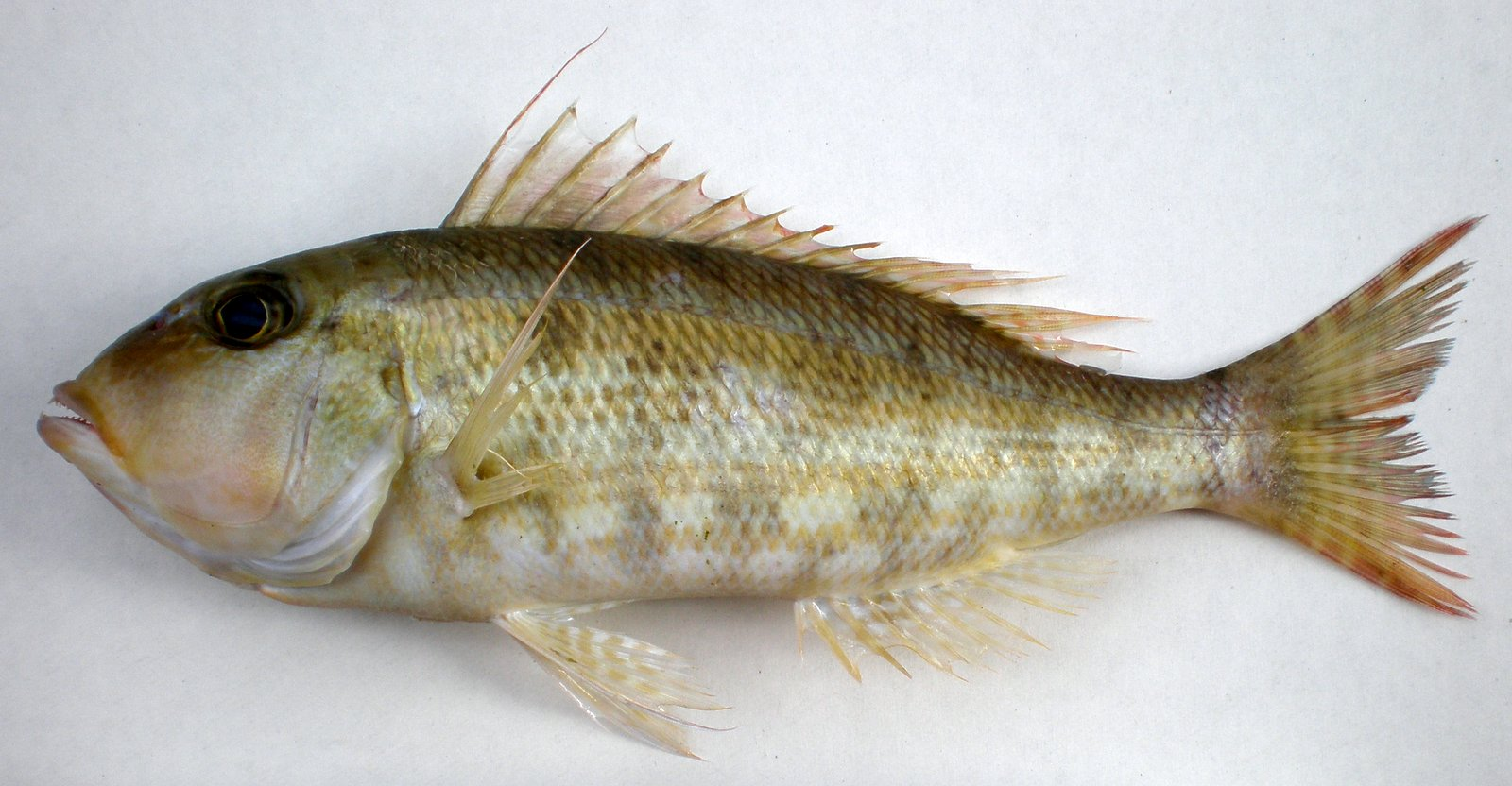
Lethrinus genivittatus
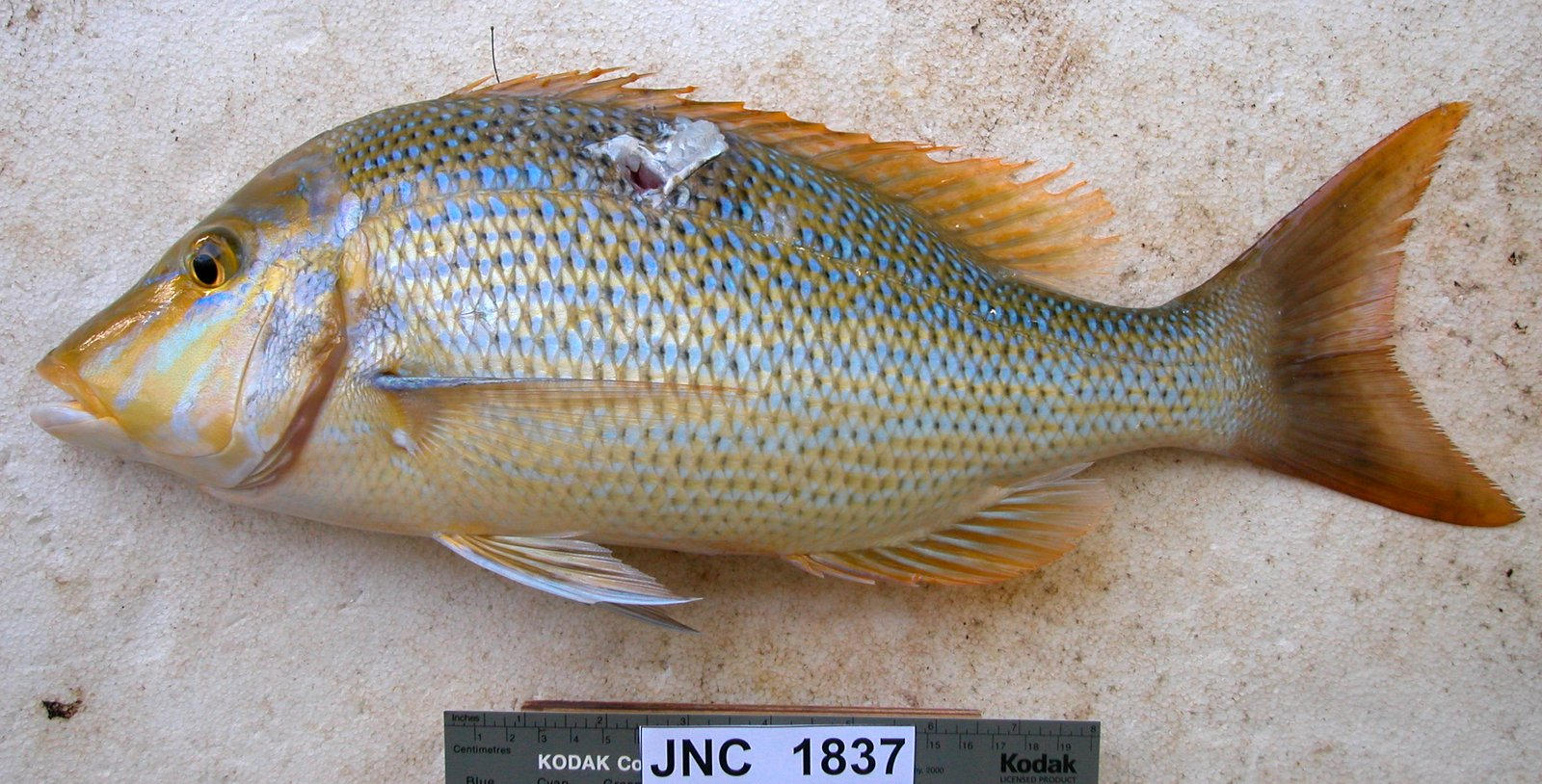
Lethrinus nebulosus
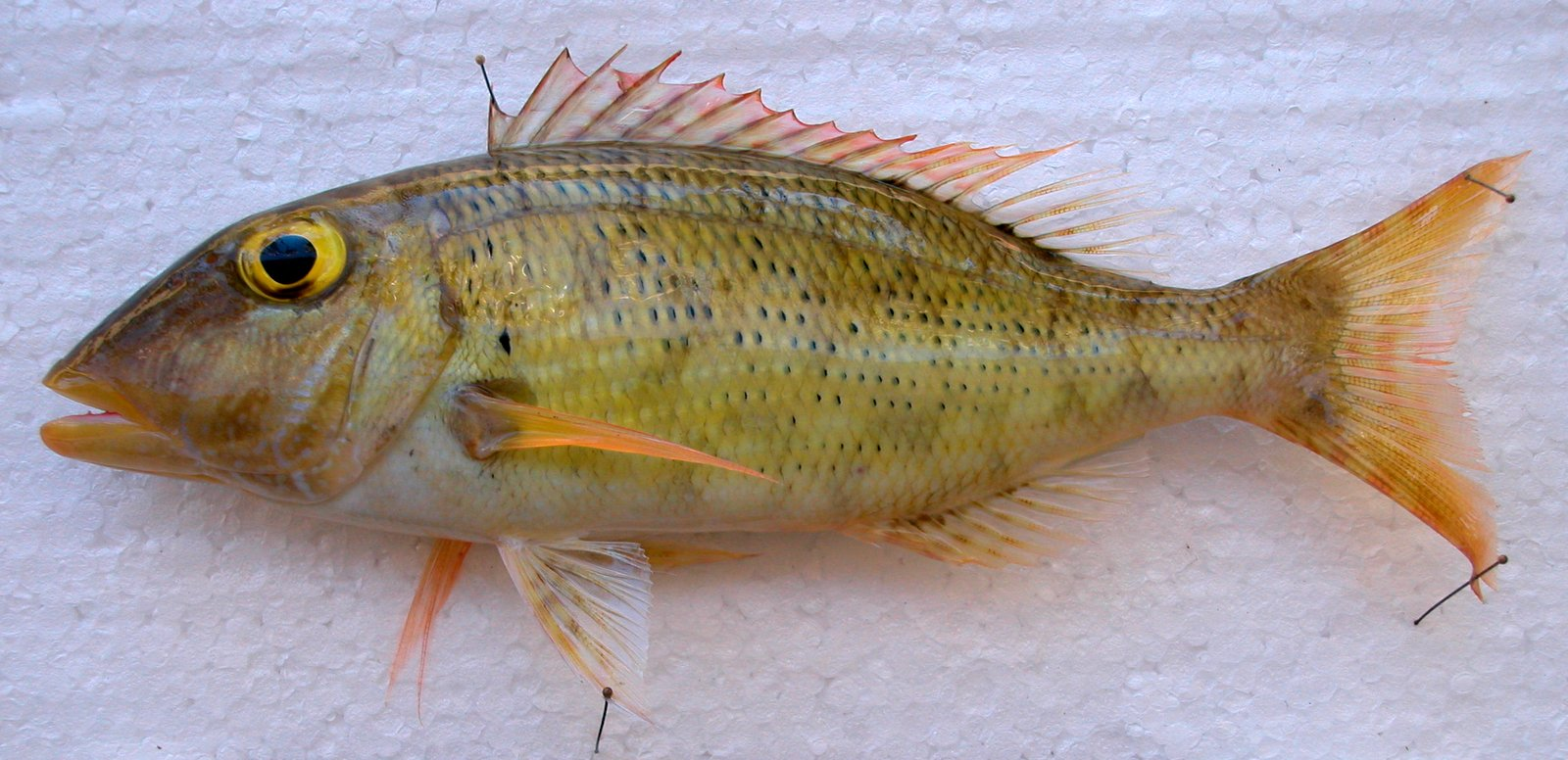
Lethrinus ravus
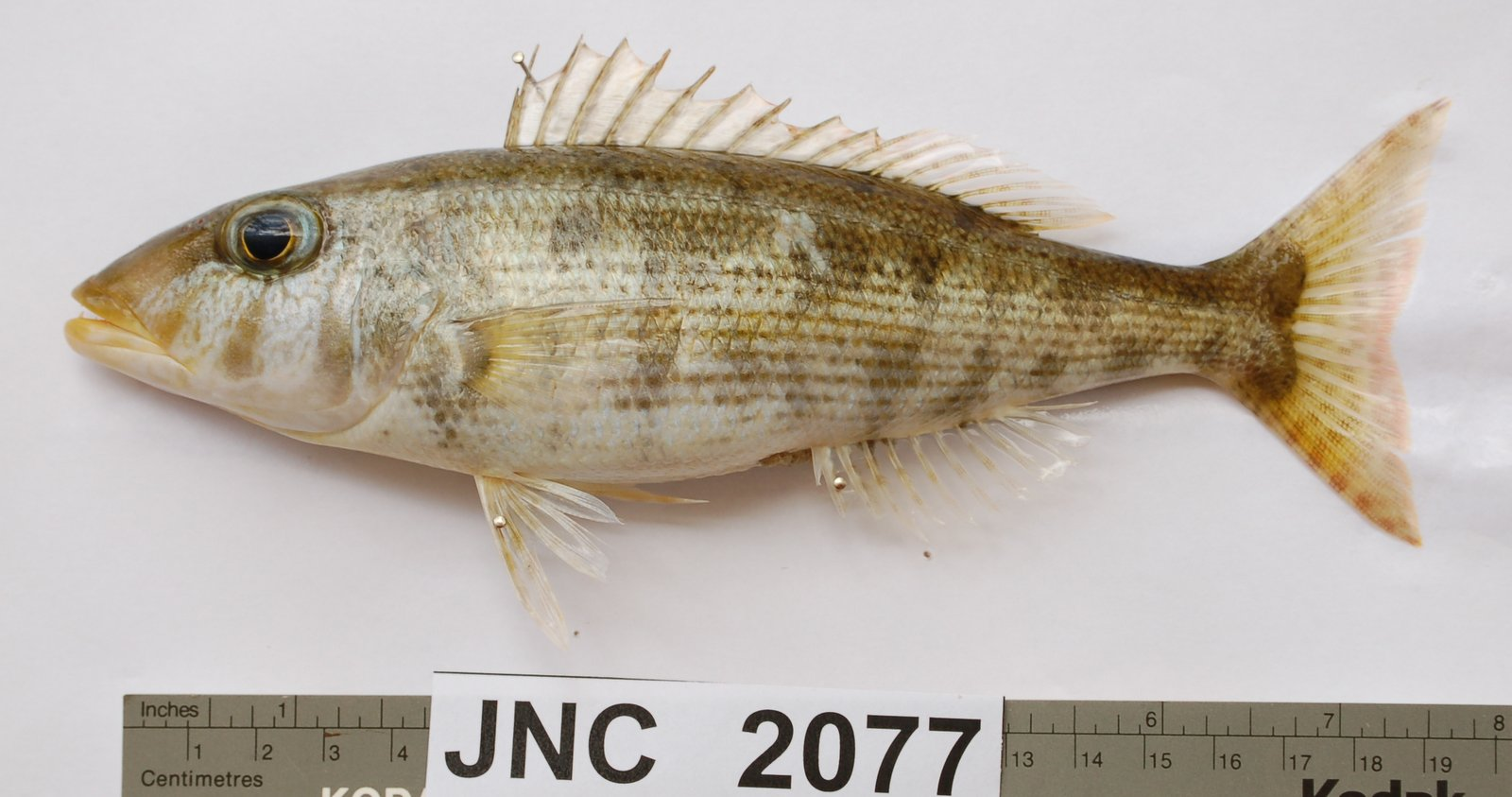
Lethrinus variegatus
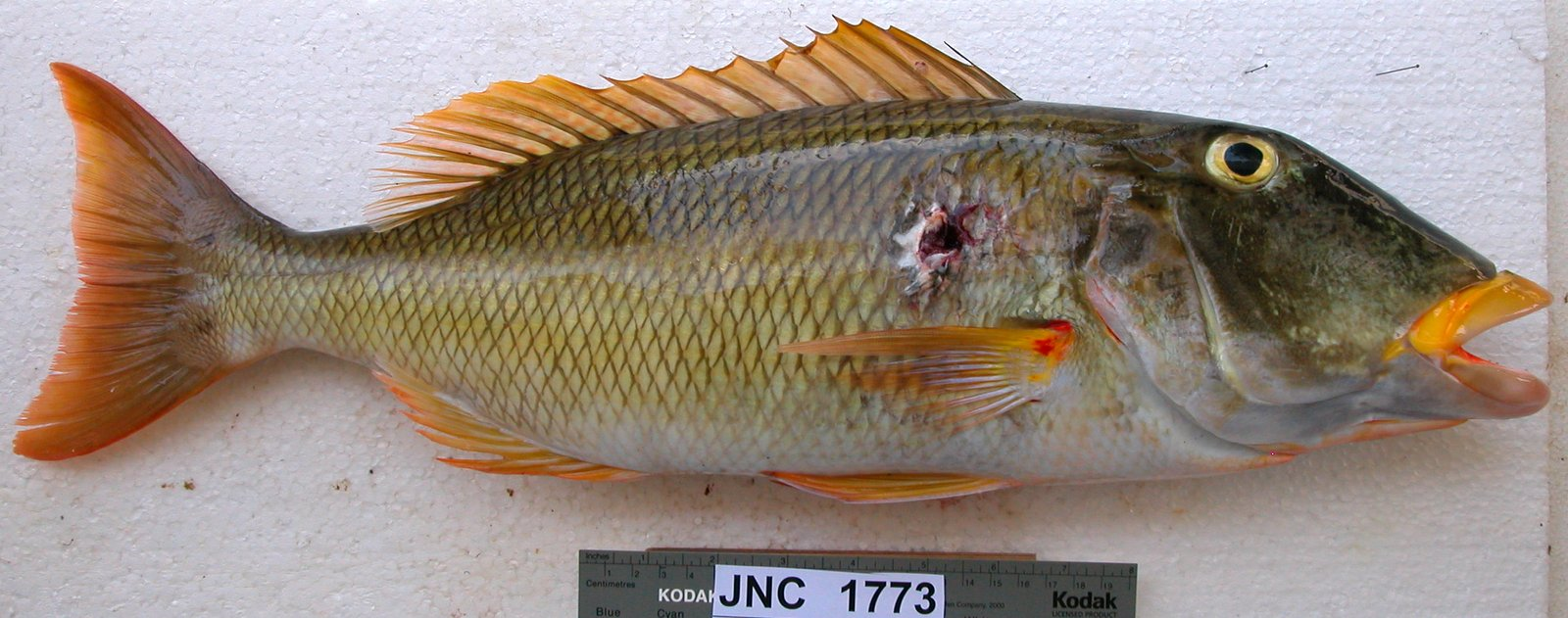
Lethrinus xanthochilus